# Tanaeang Village
Tanaeang Village är en ort i Kiribati.   Den ligger i örådet Tabiteuea och ögruppen Gilbertöarna, i den sydöstra delen av landet, 300 km sydost om huvudstaden Tarawa. Tanaeang Village ligger 10 meter över havet och antalet invånare är 514. Den ligger på ön Eanikai.
Terrängen runt Tanaeang Village är mycket platt.  Närmaste större samhälle är Eita Village, 7,2 km sydost om Tanaeang Village. 